# Futurs Millionnaires vol.1
 (juin 2017).
Si vous disposez d'ouvrages ou d'articles de référence ou si vous connaissez des sites web de qualité traitant du thème abordé ici, merci de compléter l'article en donnant les références utiles à sa vérifiabilité et en les liant à la section « Notes et références ».
Albums de Omnikrom
FM2 : 24 pouces glacés
(2006)
Futurs Millionnaires vol.1 est le premier EP du groupe de hip-hop et d'electro canadien Omnikrom, sorti en 2005.

## Liste des titres
Toutes les chansons sont écrites et composées par Jeanbart, Linso Gabbo.
| 1.    | Pouliches magiques  | 3:42 |
| 2.    | Crunktry            | 3:08 |
| 3.    | Rivière de diamants | 3:36 |
| 4.    | Palettes drettes    | 3:55 |
| 5.    | Notre intérieur     | 5:43 |
| 20:04 |                     |      |